# 870 Manto
Manto (asteroide 870) é um asteroide da cintura principal, a 1,7061187 UA. Possui uma excentricidade de 0,2651048 e um período orbital de 1 292 dias (3,54 anos).
Manto tem uma velocidade orbital média de 19,54793217 km/s e uma inclinação de 6,19669º.
Este asteroide foi descoberto em 12 de Maio de 1917 por Max Wolf.